# Jerry Hoyt
Jerry Hoyt est un pilote automobile d'IndyCar américain, né le 29 janvier 1929 à Chicago (Illinois, États-Unis) et mort le 10 juillet 1955 à Oklahoma City. Il a notamment disputé à quatre reprises les 500 miles d'Indianapolis, entre 1950 et 1955. Il débuta en compétition en catégorie Midget en 1947, et c'est dans une de ces courses qu'il fut victime d'un accident mortel, à l'âge de vingt-six ans.